# Jouy-en-Josas
Jouy-en-Josas è un comune francese di 8 289 abitanti situato nel dipartimento degli Yvelines nella regione dell'Île-de-France.

## Geografia fisica

### Idrografia
Jouy si trova nella valle della Bièvre. Ad ovest, quando entra nel territorio comunale, il fiume è diviso in due bracci: 
- un braccio naturale a nord che attraversa il parco di Bas-Près, lungo avenue Jean-Jaurès, passando vicino alla stazione;
- un braccio artificiale rialzato che passa sotto la ferrovia quindi sotto il ponte di Austerlitz sulla strada per Loges-en-Josas, quindi lungo la rue de la Libération, dalla parte opposta alla proprietà del castello che fa parte del campus di HEC, e passa sotto la linea ferroviaria vicino al passaggio a livello della rue Oberkampf. Questo braccio rialzato alimentava due mulini, il mulino Saint-Martin e il vecchio mulino in rue Oberkampf. Questi due mulini furono acquistati dall'industriale Christophe Philippe Oberkampf.

I due bracci si uniscono vicino al municipio. Il braccio singolo scorre poi lungo il lato nord di rue Jean Jaurès ed entra nella proprietà dell'INRA, dove si divide nuovamente.

## Monumenti e luoghi d'interesse

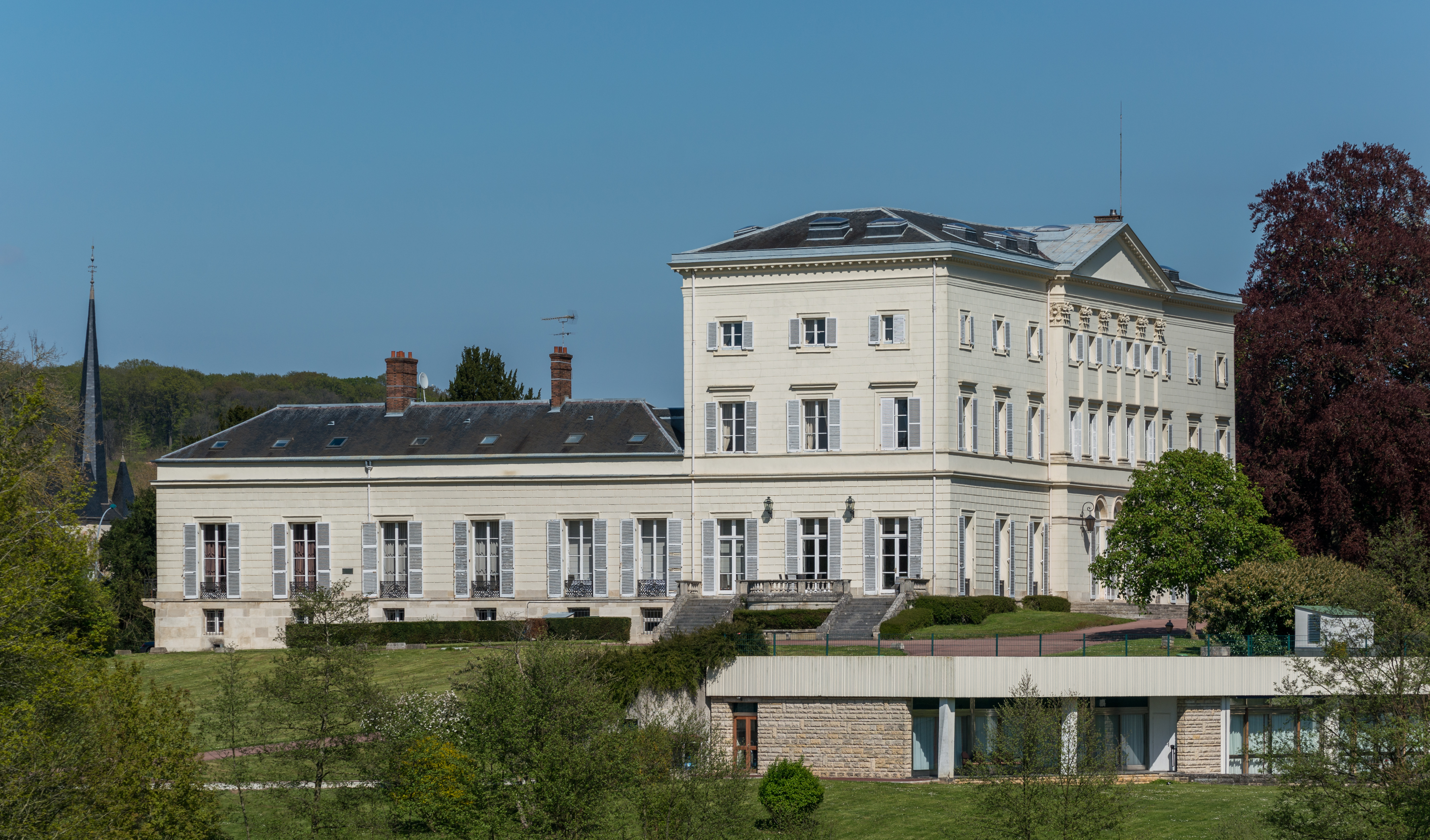
Castello di Jouy, ora di proprietà di HEC Paris

- Castello Églantine. Costruito dal maresciallo François Certain de Canrobert è diventato il "Museo toile de Jouy", in 54 rue Charles de Gaulle, ed espone alcuni dei tessuti Jouy, tessuti stampati su cotone, prodotti fino al 1977 nella fabbrica di città, ora chiusa.
- Chiesa di Saint-Martin de Jouy
- Castello di Jouy
- Castello di Petit-Jouy
- Castello di Vilvert
- Castello di Bois-du-Rocher
- Castello di Vauboyen
- Casa museo di Léon e Jeanne Blum

## Società

### Evoluzione demografica
Abitanti censiti

## Economia
Jouy-en-Josas ospita rinomati centri di ricerca e formazione come HEC Paris, il CRC (Centro di ricerca e studi per imprenditori), ÉA Tecomah (Scuola dell'ambiente e dell'ambiente di vita) e INRA (Istituto nazionale per la ricerca agronomica). 

## Amministrazione

### Gemellaggi
- Meckesheim, dal 1971[2]
- Gif-sur-Yvette[senza fonte]
- Bothwell, dal 1978[3]
- Foumban[4]